# マメーリの賛歌
マメーリの賛歌（マメーリのさんか、Inno di Mameli）、あるいはイタリア人達の唱歌（イタリアじんたちのしょうか、Il Canto degli Italiani）は、イタリア共和国（1946年～現在）の国歌である。イタリアの同胞（イタリアのどうほう）もしくはイタリアの兄弟 (イタリアのきょうだい、Fratelli d'Italia) とも称される。

## 概要
| マメーリの賛歌の作詞者マメーリ（左）と作曲者ノヴァーロ（右） |  | マメーリの賛歌の作詞者マメーリ（左）と作曲者ノヴァーロ（右） |
| マメーリの賛歌の作詞者マメーリ（左）と作曲者ノヴァーロ（右） |  |                                                              |

歌詞はゴッフレード・マメーリ (Goffredo Mameli, 1827年～1849年) によって作詞され、曲はミケーレ・ノヴァーロ(Michele Novaro,1818年～1885年) によって作曲された。作詞者にちなみこの名で通称される。1946年6月12日のイタリア共和国成立後、約70年にわたり国歌は法で決められていなかったが、2017年12月に法律で国歌と定められた。
1946年、サヴォイア王朝の廃止と共和制への移行に伴い、それまで用いられていたジュゼッペ・ガベッティ (Giuseppe Gabetti) 作曲の「王室行進曲」 (Marcia Reale) に代わってイタリア国歌となった。
第二の国歌として、ヴェルディ作曲の歌劇「ナブッコ」より、第3幕の合唱「行け、我が想いよ、黄金の翼に乗って」が知られている。

## 楽譜

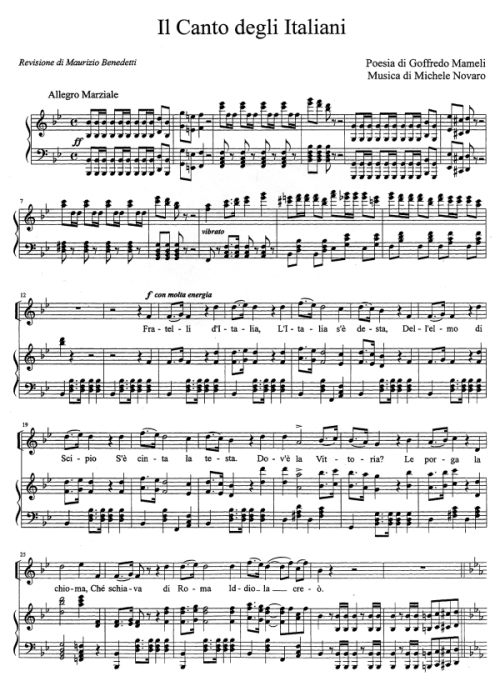
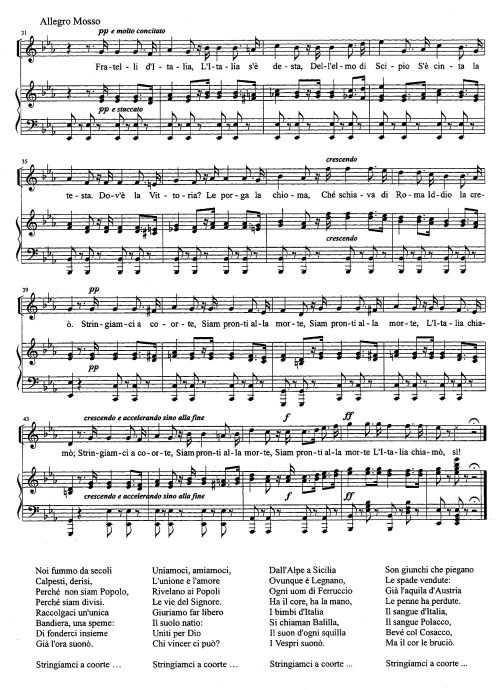

## 歌詞
「節を繰り返す」部分の歌い方は、総て 1 番を歌う時もあれば、1、1、コーラス、2、3、コーラスのように歌う時もある。
| イタリア語歌詞 1番 Fratelli d'Italia, l'Italia s'è desta, dell'elmo di Scipio s'è cinta la testa. Dov'è la Vittoria? Le porga la chioma, ché schiava di Roma Iddio la creò. (節を繰り返す) コーラス Stringiamci a coorte, siam pronti alla morte. Siam pronti alla morte, l'Italia chiamò. Stringiamci a coorte, siam pronti alla morte. Siam pronti alla morte, l'Italia chiamò! Si! 2番 Noi fummo da secoli calpesti, derisi, perché non siam popolo, perché siam divisi. Raccolgaci un'unica bandiera, una speme: di fonderci insieme già l'ora suonò. (節を繰り返す) (コーラス) 3番 Uniamoci, amiamoci, l'unione e l'amore rivelano ai popoli le vie del Signore. Giuriamo far libero il suolo natio: uniti, per Dio, chi vincer ci può? (節を繰り返す) (コーラス) 4番 Dall'Alpi a Sicilia dovunque è Legnano, ogn'uom di Ferruccio ha il core, ha la mano, i bimbi d'Italia si chiaman Balilla, il suon d'ogni squilla i Vespri suonò. (節を繰り返す) (コーラス) 5番 Son giunchi che piegano le spade vendute: già l'Aquila d'Austria le penne ha perdute. Il sangue d'Italia, il sangue Polacco, bevé, col cosacco, ma il cor le bruciò. (節を繰り返す) (コーラス) | 英訳からの重訳 1番 イタリアの兄弟、 イタリアは目覚めた スキピオの兜を その頭上に被りて。 勝利の女神ウィクトーリアはいずこに？ その御髪をささげん 神はウィクトーリアを創造す ローマの婢として。 (節を繰り返す) コーラス 皆の衆、歩兵隊を組め 死の覚悟はできておるぞ。 死の覚悟はできておるぞ、 イタリアが呼んでいる。 皆の衆、歩兵隊を組め 死の覚悟はできておるぞ、 イタリアが呼んでいる！そうだ！ 2番 我ら、何世紀もの間 虐げられ、嘲られた、 一つの民族でないゆえに 分裂していたゆえに 一つの旗、一つの希望よ 我らを糾合したまえ ときは告げられた 我らの統一のときが。 (節を繰り返す) (コーラス) 3番 皆の衆、連帯せよ、ともに愛し合え 連帯と愛のために 人々に明らかにせよ 王たる神の道を 誓え、自由を据えることを 我らを生みし土地に 神のために連帯せし 我らを誰が打ち破らん？ (節を繰り返す) (コーラス) 4番 アルプスからシチリアまで レニャーノの戦場はいずこにもあり 誰にもフェルッチオの心と手があり イタリアの子どもたちは みなバリッラに呼ばれ すべてのラッパが鳴らされ シチリアの晩祷が響く (節を繰り返す) (コーラス) 5番 傭兵の剣は か弱き葦である。 オーストリアの鷲は すでにその飾りを失った。 イタリアの血潮と ポーランドの血潮は コサックへと飲み込まれん されどもその心に燃え上がる (節を繰り返す) (コーラス) |